# Mateusz Kusznierewicz
Mateusz Kusznierewicz (Warschau, 29 april 1975) is een Pools zeiler.
Kusznierewicz nam in totaal vijfmaal deel aan de Olympische Zomerspelen en won bij zijn debuut in 1996 de gouden medaille in de Finn. In 1998 en 2000 werd hij wereldkampioen in de Finn tijdens de spelen van Sydney eindigde hij als vierde. Vier jaar later in Athene won Kusznierewicz de bronzen medaille in de finn. Kusznierewicz werd in 2008 en 2019 wereldkampioen in de star.

## Resultaten

### Wereldkampioenschappen
| Jaar | Plaats         | Resultaten   |
| ---- | -------------- | ------------ |
| 1992 | Vitrolles      | 4e OK Dinghy |
| 1993 | Puck           | OK Dinghy    |
| 1994 | Napier         | OK Dinghy    |
| 1994 | Talinn         | 13e finn     |
| 1995 | Melbourne      | 46e finn     |
| 1996 | La Rochelle    | 16e finn     |
| 1997 | Gdańsk         | 8e finn      |
| 1998 | Athene         | finn         |
| 1999 | Melbourne      | finn         |
| 2000 | Weymouth       | finn         |
| 2001 | Marblehead     | finn         |
| 2002 | Athene         | finn         |
| 2003 | Cádiz          | 6e finn      |
| 2004 | Rio de Janeiro | 4e finn      |
| 2006 | San Francisco  | 8e finn      |
| 2007 | Cascais        | 6e star      |
| 2008 | Miami          | star         |
| 2009 | Varberg        | 7e star      |
| 2011 | Perth          | 4e star      |
| 2012 | Hyères         | 10e star     |
| 2019 | Porto Cervo    | star         |

### Olympische Zomerspelen
| Jaar | Plaats  | Resultaten |
| ---- | ------- | ---------- |
| 1996 | Atlanta | finn       |
| 2000 | Sydney  | 4e finn    |
| 2004 | Athene  | finn       |
| 2008 | Peking  | 4e star    |
| 2012 | Londen  | 8e star    |

1952: Paul Elvstrøm ·
1956: Paul Elvstrøm ·
1960: Paul Elvstrøm ·
1964: Wilhelm Kuhweide ·
1968: Valentin Mankin ·
1972: Serge Maury ·
1976: Jochen Schümann ·
1980: Esko Rechardt ·
1984: Russell Coutts ·
1988: José Doreste ·
1992: José van der Ploeg ·
1996: Mateusz Kusznierewicz ·
2000: Iain Percy ·
2004: Ben Ainslie ·
2008: Ben Ainslie ·
2012: Ben Ainslie ·
2016: Giles Scott ·
2020: Giles Scott
- International Standard Name Identifier: 0000 0004 0904 4317
- Nationale Bibliotheek van Polen: a0000001076025
- Virtual International Authority File: 302413273